# Liste der Mitglieder des Provinziallandtags der Rheinprovinz (13. Sitzungsperiode)
Diese Liste nennt die Mitglieder des 13. Provinziallandtages der Rheinprovinz 1858.

## Hintergrund
Der Provinziallandtag der Rheinprovinz bestand aus 75 Mitglieder, die sich in vier Kurien aufteilten. Die erste Kurie bestand aus vier Standesherren, die über Virilstimmen verfügten. Die Standesherren konnten sich vertreten lassen. Die zweite Kurie bestand aus den Vertretern der Ritterschaft, diese wurden in zwei Wahlkreisen (Regierungsbezirke Koblenz/Trier/Köln und Regierungsbezirke Aachen/Düsseldorf) gewählt. Die dritte Kurie bildeten die Vertreter der Städte. Diese wurden in indirekter Wahl bestimmt. Die vierte Kurie bildeten die Landgemeinden. Diese wählten die Vertreter in doppelt indirekter Wahl: Die Urwähler wählten Wahlmänner, diese dann Bezirkswähler. Wahlkreise waren die Landkreise. Für die Abgeordneten wurden jeweils auch Stellvertreter gewählt.
Der Provinziallandtag der Rheinprovinz trat in seiner 13. Sitzungsperiode vom 12. Dezember 1858 bis zum 23. Dezember 1858 zusammen. Der Landtagsabschied datiert vom 16. Oktober 1860.

## Liste der Abgeordneten
| Kurie                                | Wahlkreis | Abgeordneter                                             | Anmerkung                                                              |
| ------------------------------------ | --- | -------------------------------------------------------- | ---------------------------------------------------------------------- |
| Stand der Fürsten, Grafen und Herren | | Graf Ludwig zu Solms-Hohensolms-Lich                     | Neuwied, vertreten durch Carl Friedrich von Müller auf Burg Metternich |
| Stand der Fürsten, Grafen und Herren | | Fürst Ferdinand zu Solms-Braunfels                       | Braunfels, vertreten durch Prinz Wilhelm zu Solms-Braunfels            |
| Ritterschaft                         | Koblenz/Trier/Köln | Freiherr Clemens August Waldbott von Bassenheim-Bornheim | Provinzial-Feuer-Societätsdirektor, Koblenz, Landtagsmarschall         |
| Ritterschaft                         | Aachen/Düsseldorf | Freiherr Friedrich von Bourscheidt                       | Haus Rath                                                              |
| Ritterschaft                         | Aachen/Düsseldorf | Freiherr Julius Franz Otto von Dalwigk                   | Boisdorf, als Stellvertreter                                           |
| Ritterschaft                         | Aachen/Düsseldorf | Freiherr Emmerich Raitz von Frentz                       | Königlicher Kammerherr und Landrat aus Düsseldorf                      |
| Ritterschaft                         | Koblenz/Trier/Köln | Freiherr Franz Adolph Josef von Fürstenberg              | Lörsfeld                                                               |
| Ritterschaft                         | Aachen/Düsseldorf | Graf Arthur von Goltstein                                | Schloss Breill                                                         |
| Ritterschaft                         | Aachen/Düsseldorf | Clemens von Harff                                        | Dreiborn                                                               |
| Ritterschaft                         | Koblenz/Trier/Köln | Wilhelm von Haw                                          | Landrat a. D., Trier                                                   |
| Ritterschaft                         | Koblenz/Trier/Köln | Graf Franz Egon von Hoensbroech                          | Erbmarschall und königlich preußischer Kammerherr auf Schloss Haag     |
| Ritterschaft                         | Aachen/Düsseldorf | Graf Alfred von Hompesch                                 | Rurich, als Stellvertreter                                             |
| Ritterschaft                         | Aachen/Düsseldorf | Franz Andreas Josten                                     | Rittergutsbesitzer aus Neuß                                            |
| Ritterschaft                         | Aachen/Düsseldorf | Franz Werner von Leykam                                  | Elsum, Kreis Heilsberg                                                 |
| Ritterschaft                         | Koblenz/Trier/Köln | Freiherr Clemens von Loë                                 | Wissen                                                                 |
| Ritterschaft                         | Koblenz/Trier/Köln | Freiherr Eberhard von Mylius                             | Oberprokurator aus Aachen                                              |
| Ritterschaft                         | Aachen/Düsseldorf | Freiherr Karl von Mylius                                 | Linzenich                                                              |
| Ritterschaft                         | Koblenz/Trier/Köln | Graf Maximilian von Nesselrode-Ehreshoven                | Landrat, Ehreshoven                                                    |
| Ritterschaft                         | Aachen/Düsseldorf | Freiherr Friedrich von der Heyden-Rynsch                 | Haus Winkel, als Stellvertreter                                        |
| Ritterschaft                         | Koblenz/Trier/Köln | Freiherr Anton von Salis-Soglio                          | Gemünden                                                               |
| Ritterschaft                         | Aachen/Düsseldorf | Graf Rudolf von Schaesberg                               | Krickelbeck                                                            |
| Ritterschaft                         | Koblenz/Trier/Köln | Anton Franz Hermann von Solemacher-Antweiler             | Koblenz                                                                |
| Ritterschaft                         | Aachen/Düsseldorf | Graf August von Spee                                     | Heltorf                                                                |
| Ritterschaft                         | Koblenz/Trier/Köln | Freiherr Edmund von Spies-Büllesheim                     | Haus Hull, als Stellvertreter                                          |
| Ritterschaft                         | Koblenz/Trier/Köln | Graf Cajus zu Stolberg-Stolberg                          | Gimborn                                                                |
| Ritterschaft                         | Koblenz/Trier/Köln | Freiherr Albert von La Valette-St. George                | Haus Auel                                                              |
| Städte                               | Merzig, Prüm, Bitburg, Wittlich, Bernkastel, Saarburg, Neuerburg                                                                       | Johann Jacob Alff-Becker                                 | Gutsbesitzer, Prüm, als Stellvertreter                                 |
| Städte                               | Stromberg, Trarbach, Zell, Cochem, Mayen, Andernach, Ahrweiler, Sinzig, Remagen, Simmern                                               | Michael Bauer                                            | Kaufmann, Cochem                                                       |
| Städte                               | Düsseldorf | Gerhard Baum                                             | Bankier, Kommerzienrat, Düsseldorf                                     |
| Städte                               | Solingen, Remscheid, Dorp, Gräfrath, Wald, Höhscheid mit Merscheid, Burscheid mit Leichlingen, Opladen mit Neukirchen, Hitdorf         | Robert Böker                                             | Kaufmann, Remscheid, als Stellvertreter                                |
| Städte                               | Duisburg, Mülheim an der Ruhr, Essen, Kettwig, Werden, Ruhrort, Dinslaken, Emmerich, Rees, Isselburg                                   | Theodor Boeninger                                        | Kaufmann, Duisburg                                                     |
| Städte                               | Deutz, Mülheim am Rhein, Gladbach, Gummersbach, Wipperfürth, Siegburg, Königswinter, Neustadt                                          | Christian Brückmann                                      | Kaufmann, Mülheim am Rhein                                             |
| Städte                               | Düren, Gemünd, Stolberg, Burtscheid | Richard Busch                                            | Kaufmann, Düren                                                        |
| Städte                               | Kreuznach, Kirn, Sobernheim, St. Goar, Boppard, Oberwinter, Bacharach, Stromberg                                                       | Eduard Ebertz                                            | Rechtskonsulent, Kreuznach                                             |
| Städte                               | Aachen | Franz Erasmus                                            | Gutsbesitzer, Aachen, als Stellvertreter                               |
| Städte                               | Barmen | Wilhelm von Eynern                                       | Kaufmann, Barmen                                                       |
| Städte                               | Neuss, Grevenbroich, Wevelinghoven, Gladbach, Viersen, Dahlen, Odenkirche, Rheydt, Uerdingen, Kempen, Süchtelen, Dülken, Kaldenkirchen | Michael Frings                                           | Kaufmann, Neuß                                                         |
| Städte                               | Elberfeld | Carl von der Heydt                                       | Bankier, Elberfeld                                                     |
| Städte                               | Koblenz | Jacob Hölscher                                           | Buchhändler, Koblenz                                                   |
| Städte                               | Köln | Jakob Horst                                              | Rentner, Köln                                                          |
| Städte                               | Krefeld | Peter Hunzinger                                          | Kaufmann, Krefeld                                                      |
| Städte                               | Trier | Peter Küchen                                             | Gutsbesitzer, Trier                                                    |
| Städte                               | Jülich, Eschweiler, Heinsberg, Erkelenz, Geilenkirchen mit Hünshoven, Linnich                                                          | Dr. Ernst Joseph Lexis                                   | Arzt, Eschweiler                                                       |
| Städte                               | Ratingen, Kaiserswerth, Angermund mit Gerresheim, Mettmann, Langenberg mit Hardenberg, Wülfrath, Velbert, Kronenberg, Steele, Hilden   | Gustav Linden                                            | Kaufmann, Ratingen                                                     |
| Städte                               | Kleve, Wesel, Goch, Gelder, Rheinberg, Moers, Orsoy, Xanten                                                                            | Wilhelm Münster                                          | Hauptmann a. D., Wesel                                                 |
| Städte                               | Bonn, Münstereifel, Euskirchen, Zülpich, Rheinberg                                                                                     | Johann Jacob Noeggerath                                  | Geheimer Bergrat, Bonn                                                 |
| Städte                               | Ehrenbreitstein, Vallendar, Bendorf, Neuwied, Linz, Wetzlar, Braunfels                                                                 | August von Pelcke                                        | Forstmeister, Neuwied                                                  |
| Städte                               | Saarlouis, Saarbrücken, St. Johann, Ottweiler, St, Wendel, Baumholder                                                                  | Dr. Louis Riegel                                         | Apotheker, St. Wendel, als Stellvertreter                              |
| Städte                               | Lennep, Ronsdorf, Lüttringhausen, Radevormwald, Burg, Hückeswagen, Wermelskirchen                                                      | Peter Schürmann                                          | Kaufmann, Lennep                                                       |
| Städte                               | Monschau, Eupen, Malmédy, St. Vith | Josef Stouse                                             | Kaufmann, Malmedy                                                      |
| Städte                               | Köln | Joseph Stupp                                             | Justizrat und Oberbürgermeister, Köln                                  |
| Landgemeinden                        | Regierungsbezirk Aachen | Jacob Ahren                                              | Gutsbesitzer, Reichenstein                                             |
| Landgemeinden                        | Regierungsbezirk Aachen | Balthasar Beemelmanns                                    | Bürgermeister, Prümmern                                                |
| Landgemeinden                        | Regierungsbezirk Düsseldorf | Wilhelm Duven                                            | Bürgermeister und Gutsbesitzer, Hörstgen                               |
| Landgemeinden                        | Regierungsbezirk Düsseldorf | Jakob Fonck                                              | Gutsbesitzer, Pfalzdorf                                                |
| Landgemeinden                        | Regierungsbezirk Köln | Franz Anton Frenger                                      | Gutsbesitzer, Frühlingen                                               |
| Landgemeinden                        | Regierungsbezirk Koblenz | Johann Gemünd                                            | Gutsbesitzer, Niederbreisig                                            |
| Landgemeinden                        | Regierungsbezirk Koblenz | Christian Gruhn                                          | Gutsbesitzer, Gemünden                                                 |
| Landgemeinden                        | Regierungsbezirk Trier | Nicolas Guittienne                                       | Gutsbesitzer, Niedaltdorf                                              |
| Landgemeinden                        | Regierungsbezirk Trier | Dr. Jakob Hewer                                          | Gutsbesitzer, Saarburg                                                 |
| Landgemeinden                        | Regierungsbezirk Koblenz | Ludwig Kimnach                                           | Gutsbesitzer, Weiler                                                   |
| Landgemeinden                        | Regierungsbezirk Düsseldorf | Arnold Lange                                             | Gutsbesitzer, Sonnborn, als Stellvertreter                             |
| Landgemeinden                        | Regierungsbezirk Düsseldorf | Urban Leven                                              | Bürgermeister, Benrath                                                 |
| Landgemeinden                        | Regierungsbezirk Köln | Johann Peter Lichtenberg                                 | Bürgermeister, Meindorf, als Stellvertreter                            |
| Landgemeinden                        | Regierungsbezirk Köln | Wilhelm Olbertz                                          | Gutsbesitzer, Erp, als Stellvertreter                                  |
| Landgemeinden                        | Regierungsbezirk Aachen | Josef Pilgram                                            | Bürgermeister, Kelz                                                    |
| Landgemeinden                        | Regierungsbezirk Trier | Eugen Richard                                            | Gutsbesitzer, Niedersgegen                                             |
| Landgemeinden                        | Regierungsbezirk Köln | Johann Leopold Schult                                    | Bürgermeister, Glessen                                                 |
| Landgemeinden                        | Landkreise Aachen, Geilenkirchen | Konstantin Schunck                                       | Gutsbesitzer zu Gereonsweiler                                          |
| Landgemeinden                        | | Johann Martin Stoll                                      | Steuerkontrolleur, Altenkirchen                                        |
| Landgemeinden                        | Regierungsbezirk Düsseldorf | Edmund von der Straeten                                  | Bürgermeister, Hardt                                                   |
| Landgemeinden                        | Regierungsbezirk Koblenz | Joseph Wirtz                                             | Rentmeister und Gutsbesitzer und Rentmeister, Bassenheim               |
| Landgemeinden                        | Regierungsbezirk Koblenz | Dr. Ferdinand Wurzer                                     | Bürgermeister von Niederhammerstein                                    |
| Landgemeinden                        | Regierungsbezirk Trier | René Zandt von Merl                                      | Gutsbesitzer und Bürgermeister zu Münchweiler                          |
| Landgemeinden                        | Regierungsbezirk Düsseldorf | Jakob Zores                                              | Gutsbesitzer, Zand                                                     |